# Ляенеранна (волость)
Ля́енеранна (ест. Lääneranna vald) — волость в Естонії, адміністративна одиниця самоврядування в повіті Пярнумаа.

## Географічні дані
Площа волості — 1352 км2, чисельність населення на 1 січня 2017 року становила 5613 осіб.

## Населені пункти
Адміністративний центр — місто Лігула.

## Історія
24 жовтня 2017 року після оголошення результатів виборів в органи місцевого самоврядування волость Ляенеранна офіційно утворена шляхом об'єднання волостей Лігула й Ганіла, що входили до складу повіту Ляенемаа, та волостей Варбла й Коонґа зі складу повіту Пярнумаа.